# Muurschildering El Salvador
De Muurschildering El Salvador is een kunstwerk in Amsterdam-Centrum.
De muurschildering is het werk van Bernd Lehmann en Kees Romeyn van het Februaricollectief in opdracht van het El Salvador Komitee Amsterdam (ESKA). Zij schilderden in een tijd dat dergelijke muurschilderingen nog niet zo vaak voorkwamen hun protest tegen de inmenging van de Verenigde Staten in de burgeroorlog in El Salvador. De schildering werd vrijwel na het uitbarsten van het geschil gemaakt; het zou nog twaalf jaar duren voordat ze ten einde liep. De muurschildering is gezet op het noordelijke trappenhuis van de Weesperflat ontworpen door Herman Hertzberger. Hij was ontstemd over de muurschildering. 
In 1983 droeg het kunstenaarscollectief het kunstwerk symbolisch over aan de FMLN. Al in 1988 dreigde de schildering te verdwijnen. De flat moest gerepareerd (betonrot) geschilderd worden en de Commissie van Advies voor Beeldende Kunst vond het "politiek pamflet" niet tot in lengte van jaren te handhaven. Toch bleef het werk bespaard door het aanhouden van de kunstenaars.
Het gebouw kwam in handen van woningbouwvereniging De Key, die in 2007 de studentenflat wilde renoveren. Daarbij zou de muurschildering overgeschilderd worden. De bewonerscommissie was daar opnieuw tegen. Het werd een getouwtrek tussen bewonerscommissie, de architect, de dienst Bureau Monumenten & Archeologie (gemeentelijke monumentenzorg) en de kunstenaar, waarbij de een het wilde behouden en de andere wilde het verwijderen. Uiteindelijk besloot De Key de mural mee te nemen bij het schilderwerk. Het is nog een van de weinig gave muurschilderingen van de protestbewegingen uit de jaren zeventig en tachtig in Amsterdam.
De schildering heeft de vorm van een vroeg computerspelletje met beeldscherm en computer; ook de aan en uitknoppen ontbreken niet. Het vizier is gericht op El Salvador.